# Teenage Mutant Ninja Turtles III: The Manhattan Project
Teenage Mutant Ninja Turtles III: The Manhattan Project, ou Teenage Mutant Ninja Turtles 2: The Manhattan Project au Japon, est un jeu vidéo de type beat them all développé et édité par Konami.
C'est le troisième opus de la série Tortues Ninja sorti sur NES en 1991 au Japon et en 1992 en Amérique du Nord. Le jeu sortira pour la première fois en Europe en 2022 par l'entremise de la compilation Teenage Mutant Ninja Turtles: The Cowabunga Collection de Konami.